# Abbaye Saint-Pons de Nice
L’ancienne abbaye Saint-Pons est l'un des plus antiques monastères de la Côte d'Azur avec l’abbaye de Lérins. Elle est située dans l'enceinte de l'Hôpital Pasteur sur la commune de Nice, dans le département français des Alpes-Maritimes en région Provence-Alpes-Côte d'Azur.
L'église est classée au titre des monuments historiques par arrêté du 3 mai 1913. Les façades et les toitures de l'abbatiale et du cloître sont inscrites au même titre par arrêté du 29 décembre 1949.

## Histoire

### La vie légendaire de saint Pons
On connaît une trentaine de manuscrits de la Passion de saint Pons, tant dans les bibliothèques françaises qu'étrangères . Celle-ci fut transcrite ou imprimée des dizaines de fois depuis le IXe siècle ou le Xe siècle, date des deux plus anciens manuscrits la concernant. D'après l'examen littéraire du texte, la rédaction initiale ne pourrait être antérieure au Ve siècle ou au VIe siècle
Selon la tradition, le chevalier romain Pontius, fils d'un sénateur romain, se convertit très jeune au christianisme sous l'impulsion du pape Pontien (230-235). Sa conversion entraîne celle de son père et de sa maison. À la mort de ce dernier, Pontius devient sénateur à son tour. Il donne ses biens au pape Fabien (236-250) pour les distribuer aux pauvres. Sa position sociale lui permet de convertir l'empereur Philippe l'Arabe (244-249) et son fils mais les règnes de Valérien (253-260) et Gallien (253-268) voient bientôt les chrétiens soumis à des persécutions. Pontius quitte l'Italie pour s'installer à Cimiez. Pontius n'est pas pour autant à l'abri, car le gouverneur des Gaules Claudius met en œuvre la politique impériale de persécution des chrétiens dès son arrivée en cette cité. Pontius est arrêté. Refusant de sacrifier aux dieux païens, il est soumis au supplice du chevalet sans aucun dommage, puisque l'engin se brise. Il est alors jeté en pâture à deux ours dans l’amphithéâtre de Cimiez, mais les fauves se retournent contre leurs gardiens. Le bûcher se révélant tout aussi inefficace, il est finalement décapité sur un rocher qui domine la rive du Paillon et son corps est précipité au bas de la falaise. Valerius, qui avait été converti en même temps que Pontius, enterre de nuit le corps du martyr là où il gît. Puis, réussissant à racheter aux greffiers les actes du martyre, il les emporte avec lui et, fuyant la persécution, s'éloigne en bateau vers le pays des Libyens. Le martyre de Pons est traditionnellement placé en 257 ou 258.
Il aurait été inhumé dans une nécropole située à l'emplacement de la future abbaye. Selon la légende, sa tête roula dans le torrent et fut emportée par la mer jusqu'à Marseille, où la relique fut recueillie par les moines de l'abbaye Saint-Victor. Le lieu supposé du martyre se situait sur un roc surplombant le Paillon par un à-pic et sur lequel a subsisté jusqu'en 1925, date de sa destruction et de l'arasement du roc, une chapelle-martyrium dédiée à saint Pons.

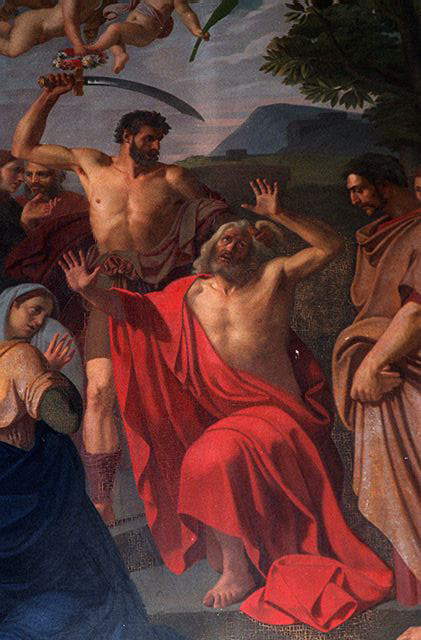
Joseph Castel (1798-1853), Le Martyre de saint Pons, abbaye Saint-Pons de Nice[11].
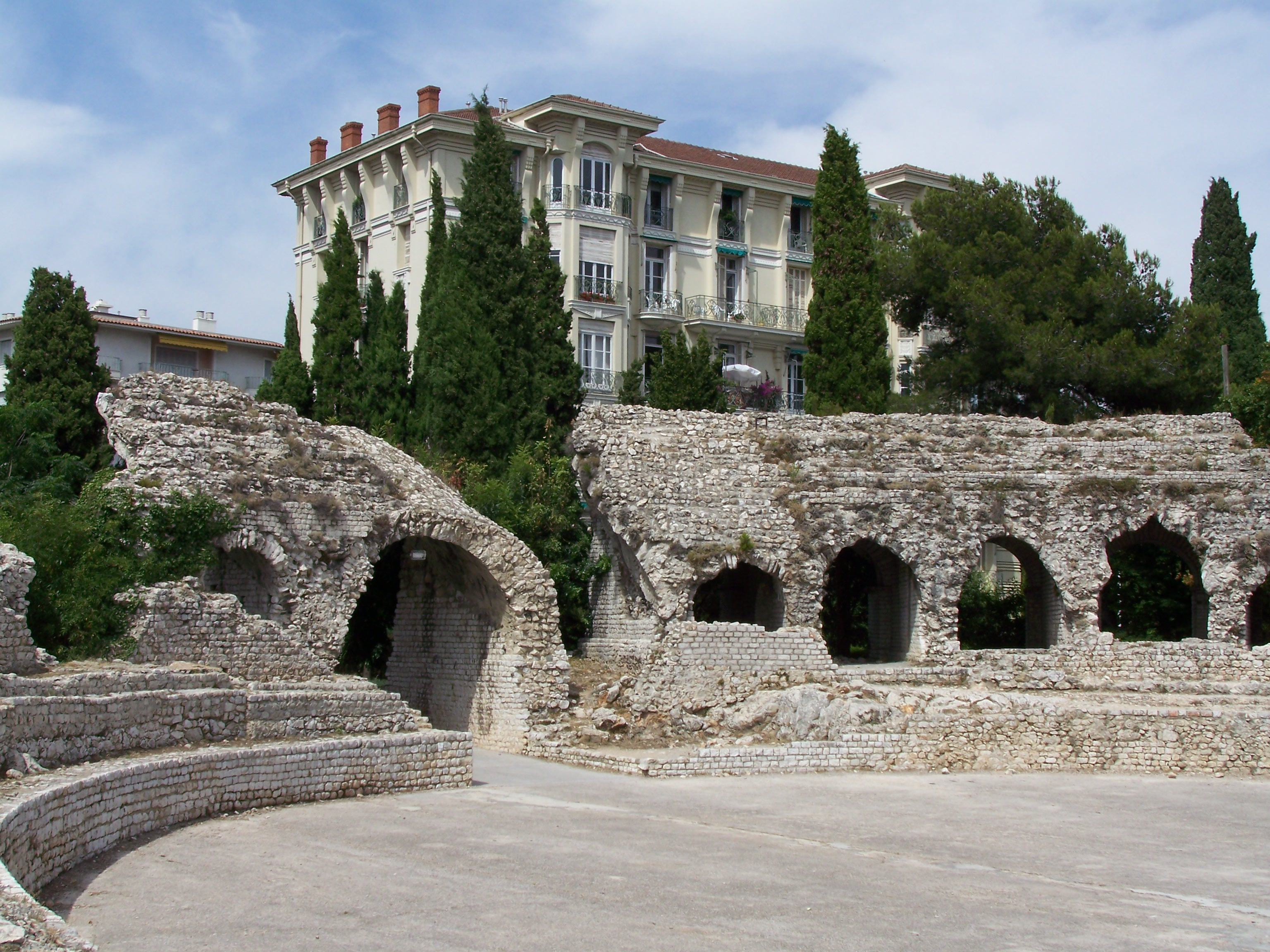
Les ruines des arènes de Cimiez.
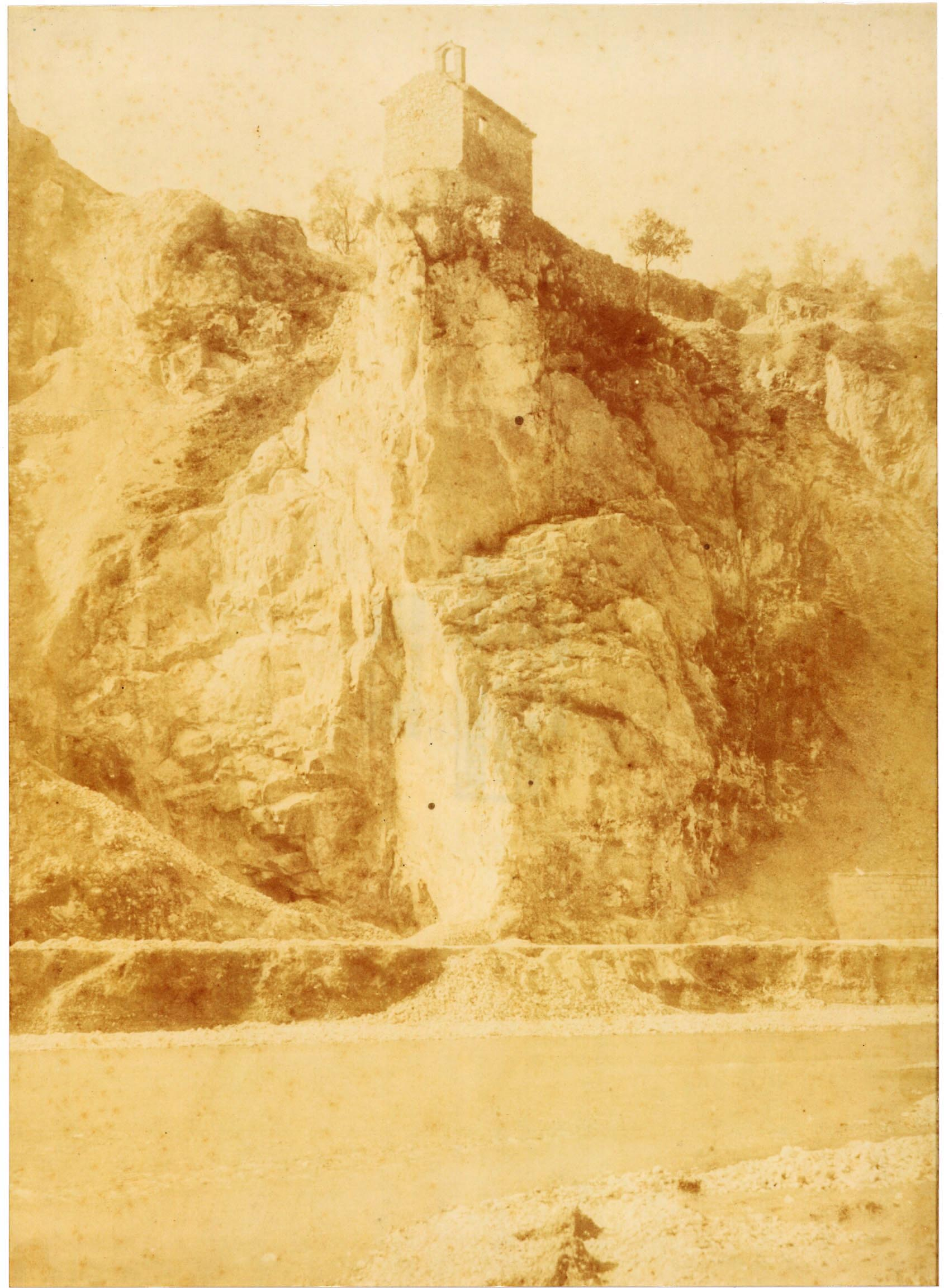
Chapelle-martyrium Saint-Pons.
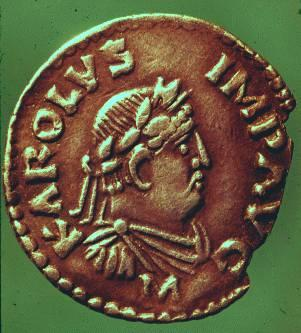
Monnaie du IXe siècle à l'effigie de Charlemagne.

### Les origines traditionnelles de l'abbaye
Dans son essai historique intitulé L'Abbaye de Saint-Pons hors les murs de Nice publié pour la première fois en 1925, Bonaventure Salvetti, alors curé responsable de la paroisse Saint-Pons, fait remonter la fondation de l'abbaye en 775 et indique le nom de saint Siagrius comme premier abbé.
La tradition fait de Charlemagne le fondateur de l'abbaye de Saint-Pons par l'entremise de son neveu, l’évêque de Nice Siagrius. Elle s'appuie pour une grande part sur la Vita Siacrii, dont on n'a aucune trace avant le début du XVIIe siècle et qui est jugée des plus suspectes par la critique. Le texte fourmille d'invraisemblances. Ce Siagrius, qualifié même de comte de Brie, n'est attesté ni en tant que neveu de Charlemagne, ni en tant qu'évêque de Nice dans aucune source historique. Ce serait à l'occasion d'une expédition de Charlemagne contre les païens et les infidèles dans la région de Nice et de Cimiez que le souverain aurait accédé à la demande de son neveu de construire une abbaye à proximité de la chapelle déjà dédiée à saint Pons. On a certes évoqué des passages de Charlemagne par Nice, que ce soit à l'occasion de son expédition contre les Lombards (773-774) ou lors de son voyage à Rome pour son sacre mais ces relations sont de pures fantaisies sans aucune source historique fiable.
L'autre source possible de la tradition pourrait provenir du « tombeau » dit de saint Pons. Bernard Gui, au XIVe siècle, signale que le corps du martyr avait été déposé dans un tombeau aménagé dans la crypte située sous le chevet de l'église et nommé Confessio.
S'il est plausible qu'une basilique paléo-chrétienne avec martyrium ait pu être édifiée sur la tombe présumée du saint, les données archéologiques n'attestent, pour l'instant, qu'un aménagement d'époque carolingienne. Dans l'église où reposaient les reliques du saint, on peut supposer un autel construit directement sur l'emplacement de la tombe, entouré d'un chancel destiné à contenir les fidèles. Ce sont précisément cinq fragments de ce chancel carolingien qui nous sont parvenus. Une inscription courait sur son bord supérieur comme en témoignent trois des fragments. Elle commémore la restauration du tombeau de saint Pons sous l'impulsion de Charlemagne dont la titulature (roi des Francs et des Lombards) permet de situer l'événement entre 774 et 800.
Dès sa fondation, le monastère fut confié aux bénédictins et richement doté. Ses abbés, nommés par le souverain pontife, jouissaient de toutes les prérogatives épiscopales. La ferveur des moines à observer la règle édictée par saint Benoît alliant harmonieusement travail et prière, fit de cette abbaye un foyer de développement spirituel, intellectuel et économique, dont la renommée se répandit vite et loin.
Mais vers la fin du IXe siècle les Sarrasins débarquèrent dans le golfe provençal de Saint-Tropez et installèrent près de l'actuel village de La Garde-Freinet une place forte appelée Fraxinet ou Fraxinetum (de l'arabe Farakhshanit) à partir de laquelle ils razzièrent durant environ un siècle toute la Provence jusqu'aux vallées alpines. En 890, leur expédition échoua devant les murs de Nice mais ils détruisirent complètement l'abbaye de Saint-Pons. Les Sarrasins furent finalement vaincus à la bataille de Tourtour en 973 par Guillaume Ier de Provence avec l'aide des seigneurs locaux et furent définitivement expulsés de Provence en 975. Ces temps troublés firent disparaître toute trace d'archives portant sur cette période de l'histoire de l'abbaye jusqu'en 999.

### Premières références et apogée
Avec l'expulsion des Sarrasins de Provence et la proximité de l'an mil, la prospérité de l'abbaye bénédictine se rétablit. Elle se voit dotée d'immenses domaines (terrains agricoles, oliveraies, vignes, commerces, entrepôts, maisons), car nombreux sont les membres de la noblesse locale à vouloir « racheter » leurs péchés avant la fin présumée du monde par la restitution d'anciens biens ecclésiastiques jadis octroyé par Charlemagne à l'abbaye de Saint-Pons, et que la fortune des armes avait fait changer de mains. Dans son ouvrage Nicaea Civitas, l'historien Pierre Gioffredo (1629-1692, nommé abbé de Saint-Pons en 1690) reproduit un acte de donation rédigé en latin à Lurs en date du 5 décembre 999 par Miron, sa femme Odile de Nice et leurs fils Pons (futur évêque de Nice de 1011 à 1030), Bertrand et Miro. Ce document est comme la charte lapidaire de la renaissance du monastère de Saint-Pons… l'importance des dons et les fautes de rédaction dans les différentes chartes parvenues jusqu'à nous mettent en lumière la décadence matérielle et intellectuelle dans laquelle un siècle d'incursions sarrasines avaient plongé l'abbaye.
L'abbé du monastère de Saint-Pons occupait au Moyen Âge un rang assez distingué parmi la noblesse du comté de Nice, dont beaucoup de seigneurs ne possédaient pas le quart de ses possessions et de son autorité. On l'appelait « Haut et puissant Seigneur » et il jouissait de droits « honorifiques », « utiles » et de « justice ». Les droits « honorifiques » lui permettaient d'être reçu solennellement dans l'église abbatiale et d'occuper la place d'honneur dans le chœur ; de porter la croix pectorale, la mitre, la crosse et l'anneau pastoral ; de nommer à tous les bénéfices, cures, prieurés, ainsi que les abbés du bal de suprabarri à Nice. Par suite des droits « utiles », l'abbé administrait l'abbaye et les prieurés qui en dépendaient, et il bénéficiait en plus des droits d'hommage, de pacage et de pâturage, d'ordre ou monopole sur les moulins et les fours. Il devait rendre la justice à ses sujets, mais il est fort probable que les abbés renonçaient à exercer la « haute » justice pour éviter de voir prononcer en leur nom des sentences « de sang », et qu'ils se contentaient des « moyenne » et « basse » justices permettant de percevoir les taxes, amendes et confiscations de biens nécessaires à une bonne administration.
Vers le XIIe siècle, l'abbaye est la première fortune de Nice et possède plus de la moitié de la ville, comme en témoigne encore aujourd'hui la rue « de l'Abbaye ». Loyers et fermages servent non seulement aux pauvres de la cité et aux artistes appelés pour sa décoration, mais aussi en investissements locaux. De nombreuses églises furent fondées à Nice et dans la région par les moines de Saint-Pons, parmi lesquelles on peut citer : Châteauneuf-de-Contes en 1030, Sainte-Réparate de Nice en 1185 (qui fut cédée à l'évêque lorsque la militarisation du château de Nice en 1531 le contraignit à abandonner l'ancienne cathédrale Notre-Dame du Château, qui y était située), Gordolon en 1185, Sainte-Dévote de Monaco en 1206, Saint-Nicolas de Sospel en 1229, Saint-Simeon d'Ongran à Peille en 1229, Notre-Dame du Moustier à Lucéram en 1233, Saint-Hermentaire de Draguignan en 1235, Notre-Dame des Salettes à Aspremont en 1248, Notre-Dame de Falicon en 1248, Saint-Blaise en 1248, Saint-Pierre de l'Escarène en 1248, Notre-Dame sous Gattières en 1248, Notre-Dame des Prés à Levens en 1252, Saint-Laurent d'Èze en 1291, Notre-Dame des Salles près Draguignan en 1291, Saint-Pierre d'Oliva au Broc en 1320, Notre-Dame de Cimiez en 1346, Notre-Dame de Virimanda à Annot en 1369, Notre-Dame de Beaulieu-sur-Mer en 1593, et Saint-Giaume en 1576 (dépendance de l'ancienne cathédrale Notre-Dame du Château, près port Saint-Lambert, au cours Saleya).
Au Xe siècle et dans les siècles suivants, les prêtres séculiers étaient rares et les églises étaient au pouvoir des moines, dont les prieurés absorbaient la plus grande partie des paroisses rurales. La puissance temporelle et spirituelle représentée par l'abbaye de Saint-Pons explique pourquoi fut signée sur son parvis la dédition de Nice à la Savoie le 28 septembre 1388, bien qu'elle fût déjà sur le déclin depuis un siècle.

### La fragmentation et la décadence
La règle bénédictine a passé de mode au profit de nouveaux ordres qui sont apparus. Les revenus seigneuriaux sont insignifiants et l'abbaye ne peut entretenir sa communauté. Ses églises éloignées deviennent des prieurés autonomes, les nouveaux ordres demandent des terrains aux bénédictins pour s'y installer. Par exemple, les bénédictins vont faire don à l'évêché de Sainte-Réparate en 1531 pour en faire la cathédrale de Nice, et céder aux franciscains les terrains jadis occupés par la ville romaine de Cemelenum avec la chapelle de Cimiez en 1546, alors que celle de Saint-Barthélemy va revenir aux frères mineurs capucins en 1555.
Par bulle du 8 février 1366, le pape Urbain V place le monastère de Saint-Pons sous la juridiction de l'abbaye Saint-Victor de Marseille
En 1473 l'abbaye de Saint-Pons fut « mise en commende » au profit de l'évêque de Nice, Barthélémy Chuet, qui put ainsi réunir les revenus de l'abbaye avec ceux de l'évêché. Mais les moines obtinrent le 11 mai 1476 une bulle du pape Sixte IV indiquant que tout devait revenir à l'état antérieur après la mort de cet évêque. Cette pratique préjudiciable à la vie monastique se perpétua malgré tout.
En 1543, le monastère fut totalement ravagé par les Turcs lors du siège de Nice.
C'est le roi Victor-Amédée III de Sardaigne qui en 1792 ferma l'abbaye millénaire et dispersa les quelques moines bénédictins restants en leur assurant une rente viagère. Il put joindre ainsi les biens et les revenus de l'abbaye à son domaine et les hypothéquer afin de garantir les emprunts lancés pour financer sa politique de grands travaux publics au Piémont, en Savoie et à Nice
Lors de l'occupation de Nice par les troupes révolutionnaires françaises, le monastère fut converti en hôpital militaire pour y recevoir les blessés de l'Armée d'Italie et les vastes domaines furent vendus aux enchères à un prix dérisoire, ainsi que le patrimoine immobilier. Cet hôpital fut supprimé en l'an V de la république française et les bâtiments placés sous séquestre jusqu'au Concordat. Par décret impérial du 12 avril 1808, Napoléon Ier en autorisa la concession à l'évêque de Nice, monseigneur Colonna, pour en faire un petit séminaire, qui ne vit cependant jamais le jour.
En vertu des traités de Vienne et de Paris en 1815, le comté de Nice retourna au roi de Sardaigne et toutes les lois françaises furent abrogées pour être remplacées par la législation sarde antérieure à 1792. Mais un concordat intervint finalement le 14 mai 1828 après de longues négociations entre le pape Léon XII et le roi Charles-Félix de Savoie pour la restitution de tous les biens et revenus ecclésiastiques qui n'étaient pas aliénés. L'abbaye de Saint-Pons demeurait la propriété exclusive de l'État, mais restait affectée au culte. En 1835, monseigneur Galvano, évêque de Nice, y installa les Oblats de la Vierge Marie de Pignerole après de grands travaux de rénovation. Une loi sarde du 29 mai 1855 supprima plusieurs congrégations religieuses, dont les oblats de la Vierge Marie qui furent regroupés à l'abbaye de Saint-Pons et autorisés à y rester jusqu'au dernier des vivants.
En 1860, l'abbaye de Saint-Pons devint la propriété de l'État français et la loi sur les associations du 1er juillet 1901 entraîna l'expulsion de la congrégation des Oblats de la Vierge Marie de l'église et de l'abbaye de Saint-Pons, qui évacua le monastère à l'exception de quatre de ses membres protégés par l'ancienne loi sarde et restant jusqu'à leur mort les gardiens du couvent. Un décret du 14 décembre 1898 autorisa l'administration des domaines à consentir la vente du monastère Saint-Pons à la ville de Nice pour la somme de 60 000 francs. Le couvent fut ensuite transformé en annexe de l'hôpital Saint-Roch sous la dénomination d'hôpital de l'abbaye, mais l'église resta sous séquestre jusqu'à sa transformation en paroisse Saint-Pons le 20 août 1914. On débuta en 1910 la construction de l'hôpital Pasteur, qui fut inauguré le 6 juin 1937 et dont l'abbaye fait toujours partie.

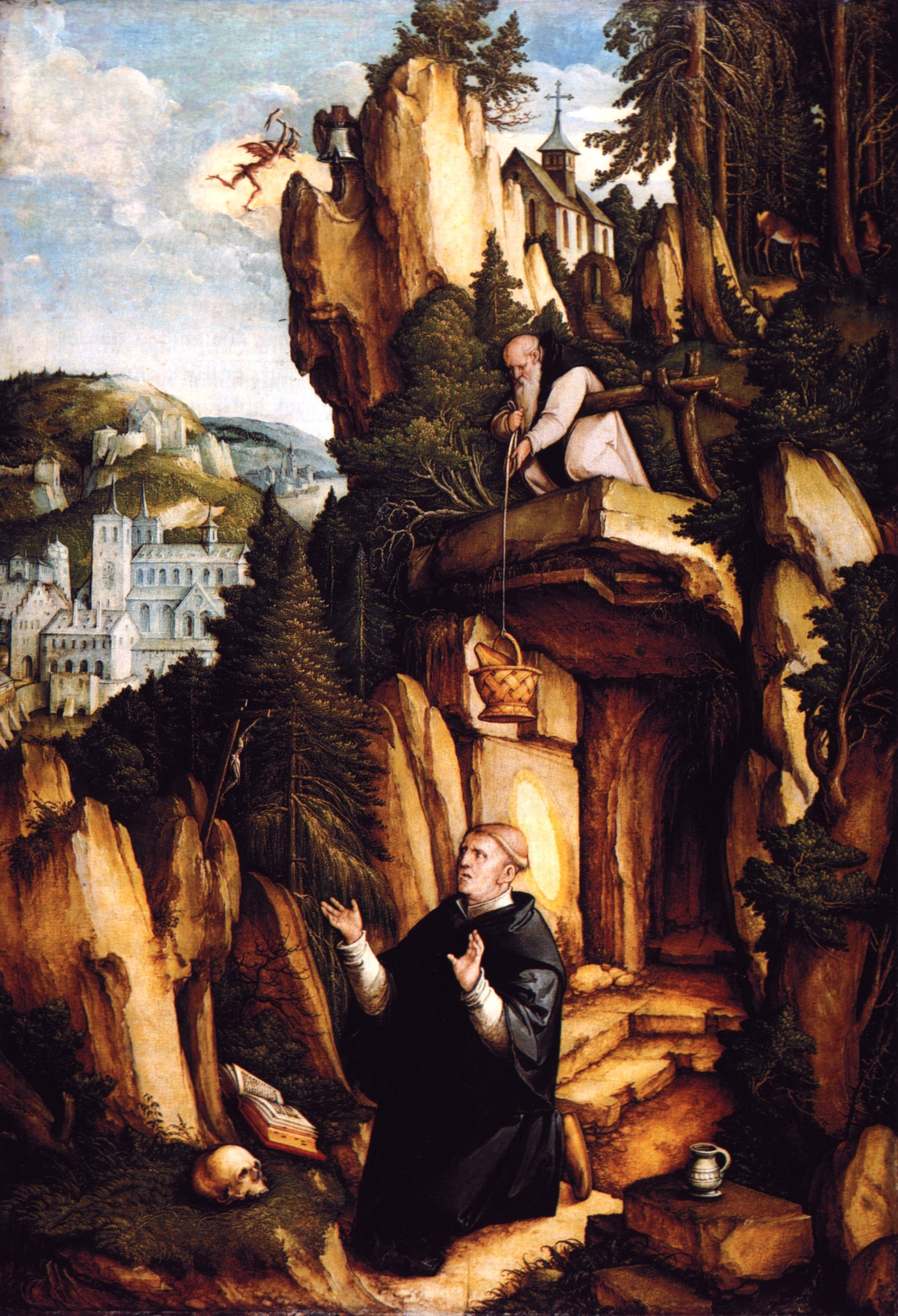
Le maître de Meßkirch, Saint Benoît ermite en prière (vers 1535-1540), Stuttgart, Staatsgalerie. Benoît de Nursie est le fondateur en 529 de l'ordre religieux des bénédictins.
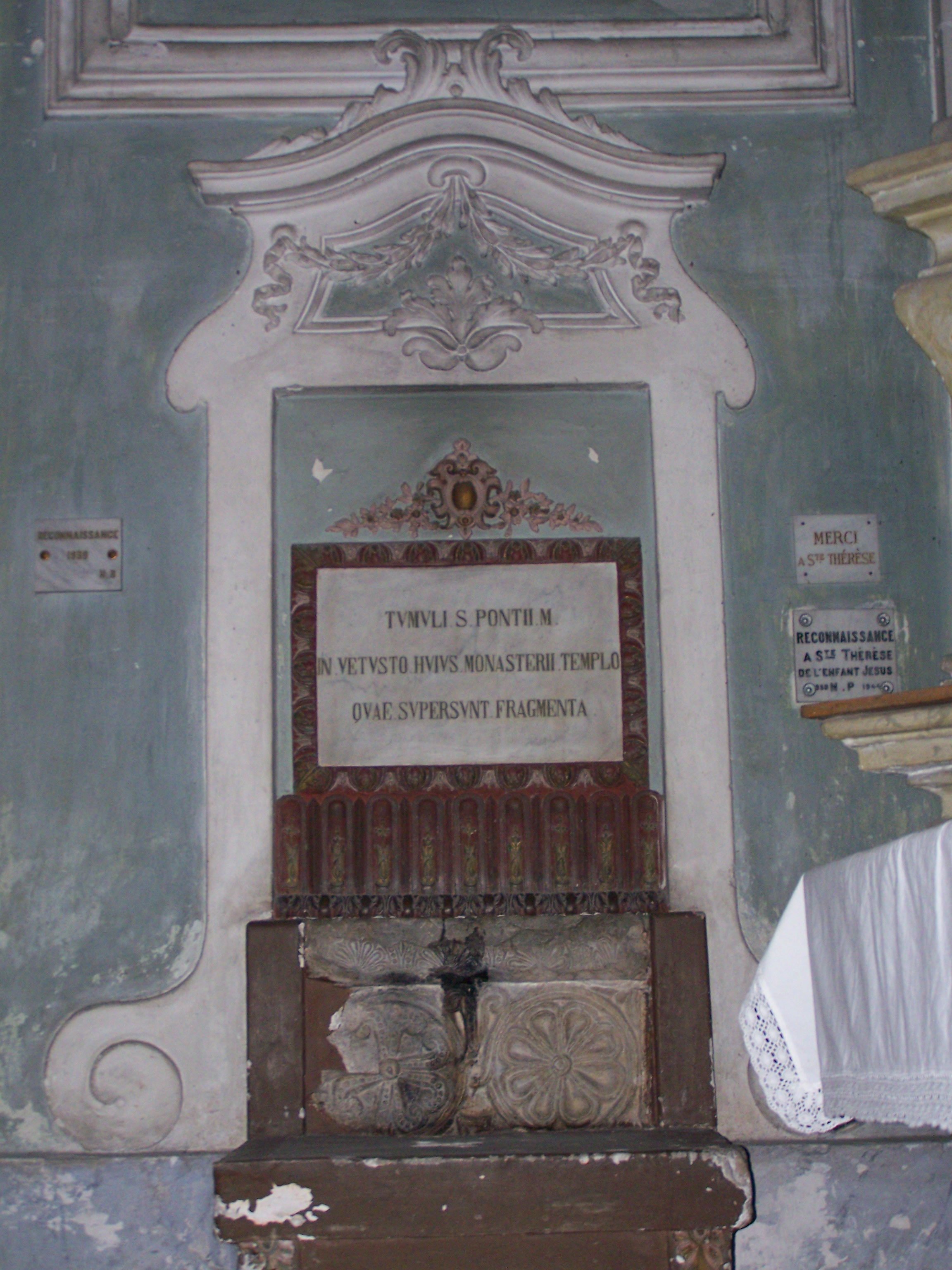
Reliquaire avec fragment de tombeau carolingien, abbaye Saint-Pons de Nice.
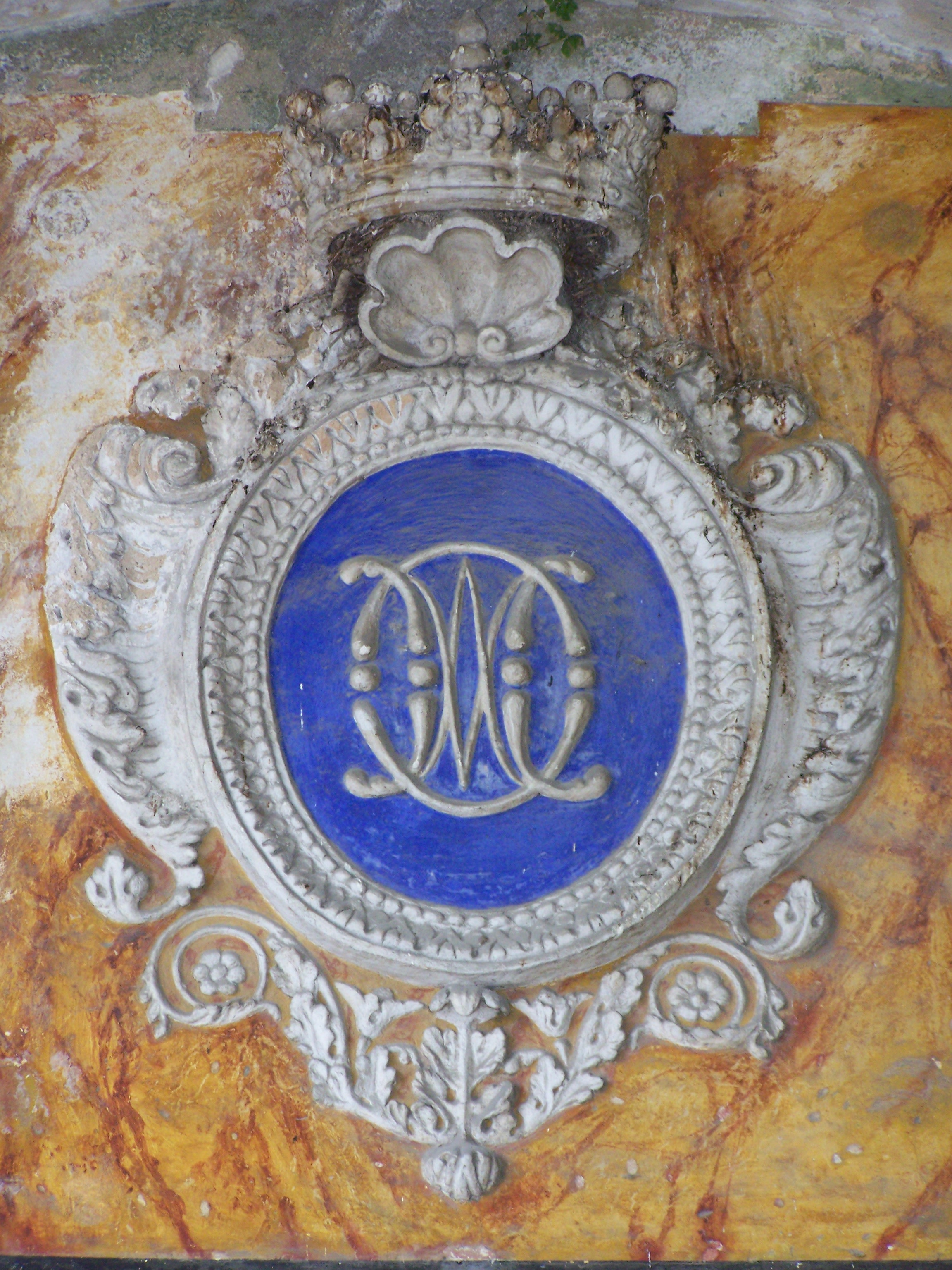
Blason des Oblats de la Vierge Marie.
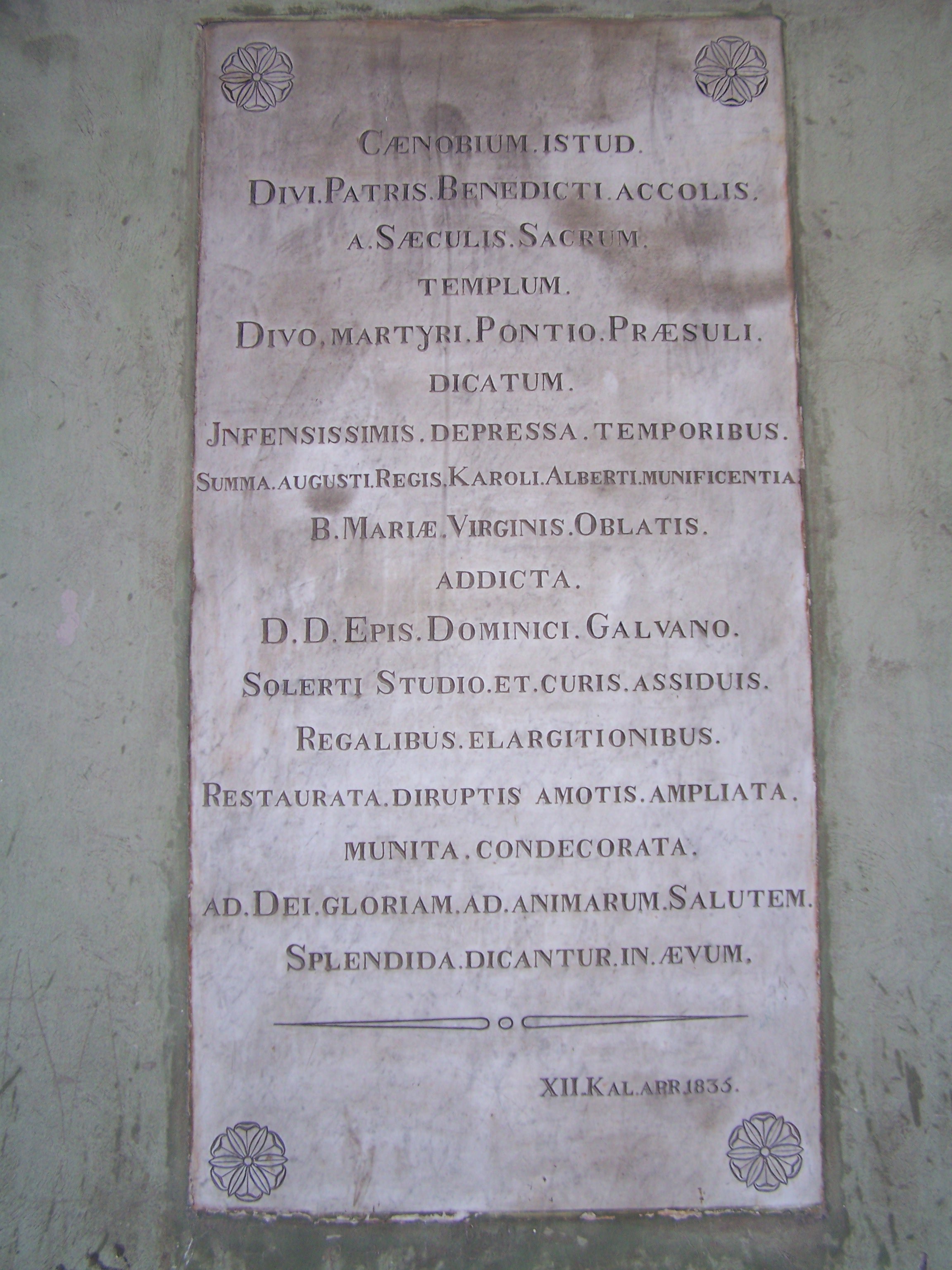
Plaque commémorative.
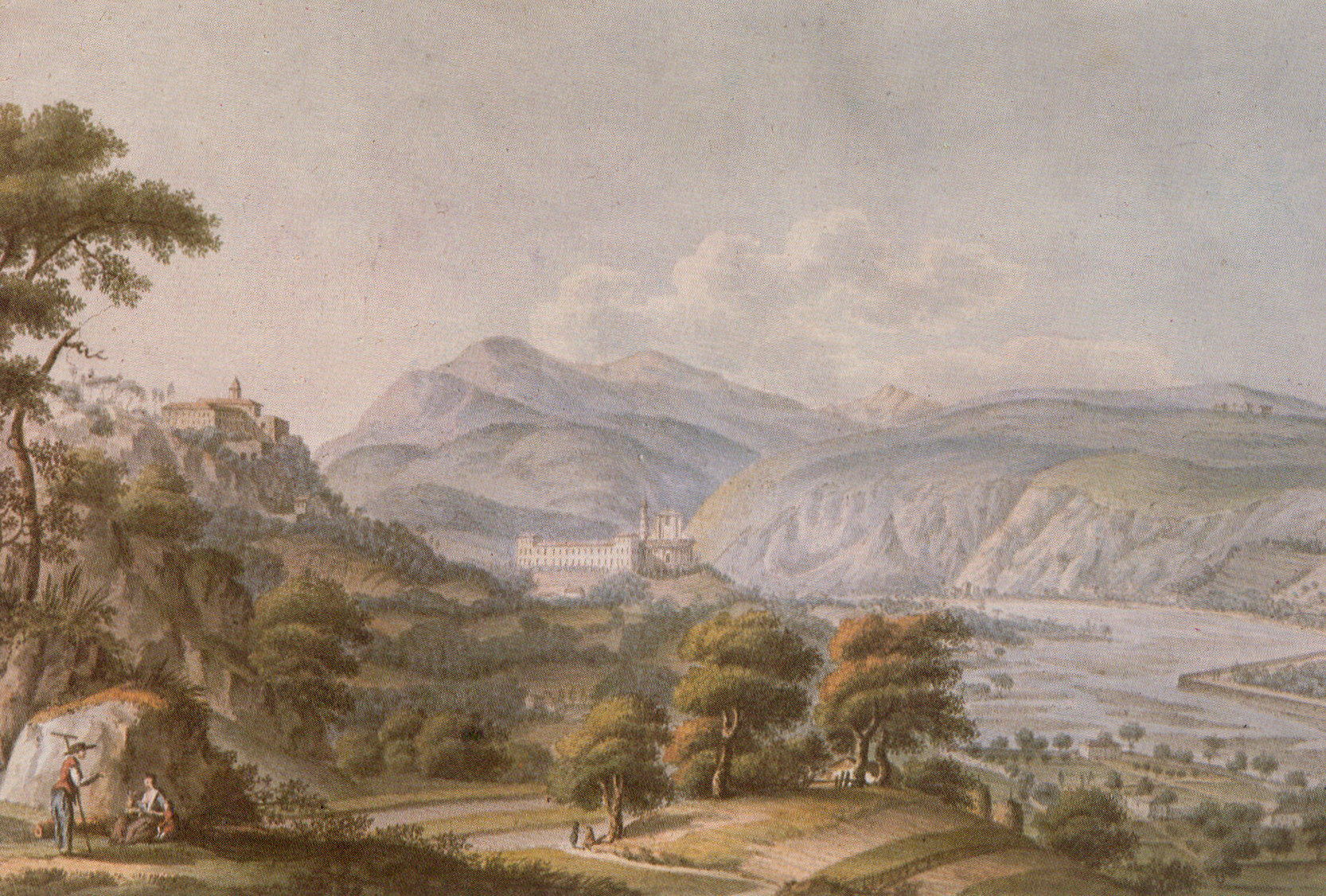
La vallée du Paillon en 1782, avec l'abbaye bénédictine de Saint-Pons et le monastère franciscain de Cimiez.
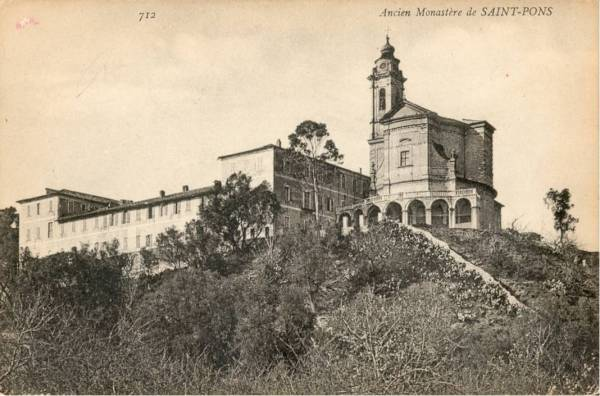
L'abbaye de Saint-Pons vers 1900.

## Architecture et mobilier

### Abbatiale
L'église fut reconstruite à partir de 1724 dans le style baroque (plan ellipsoïdal, façades et terrasse en arrondi).

## Galerie

Vues de l'abbaye Saint-Pons
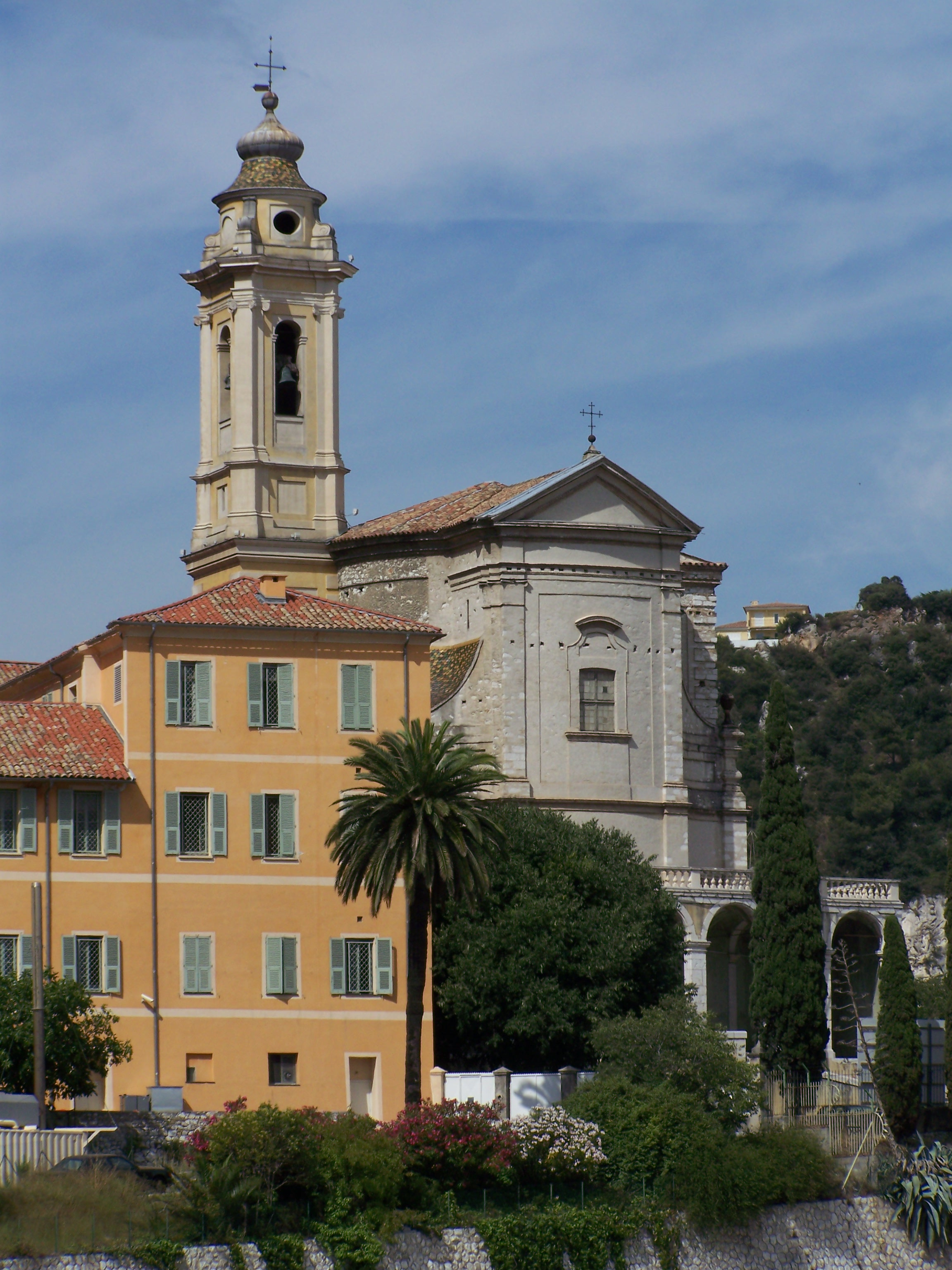
L'église datant de 1724.
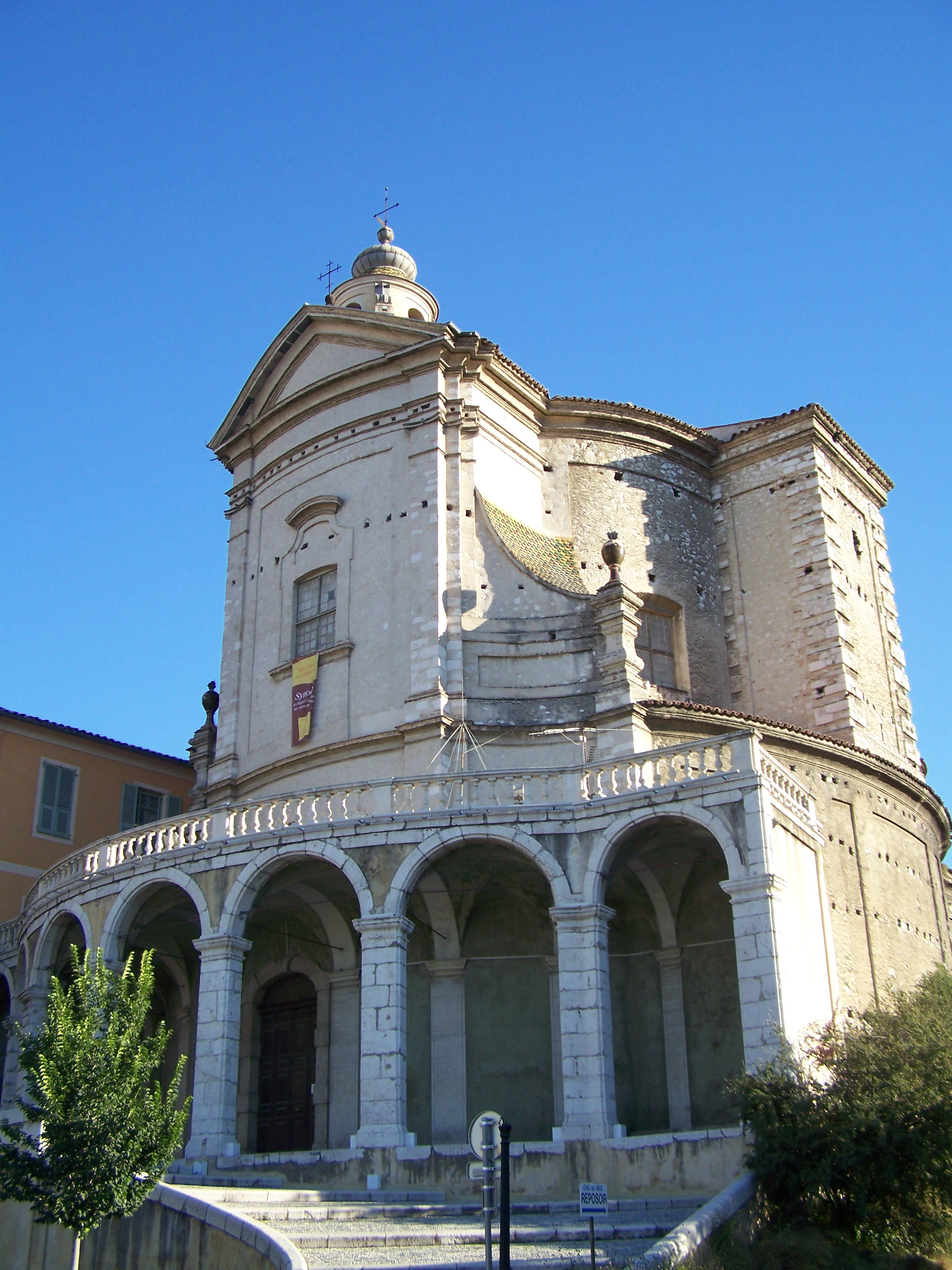
Façade méridionale.
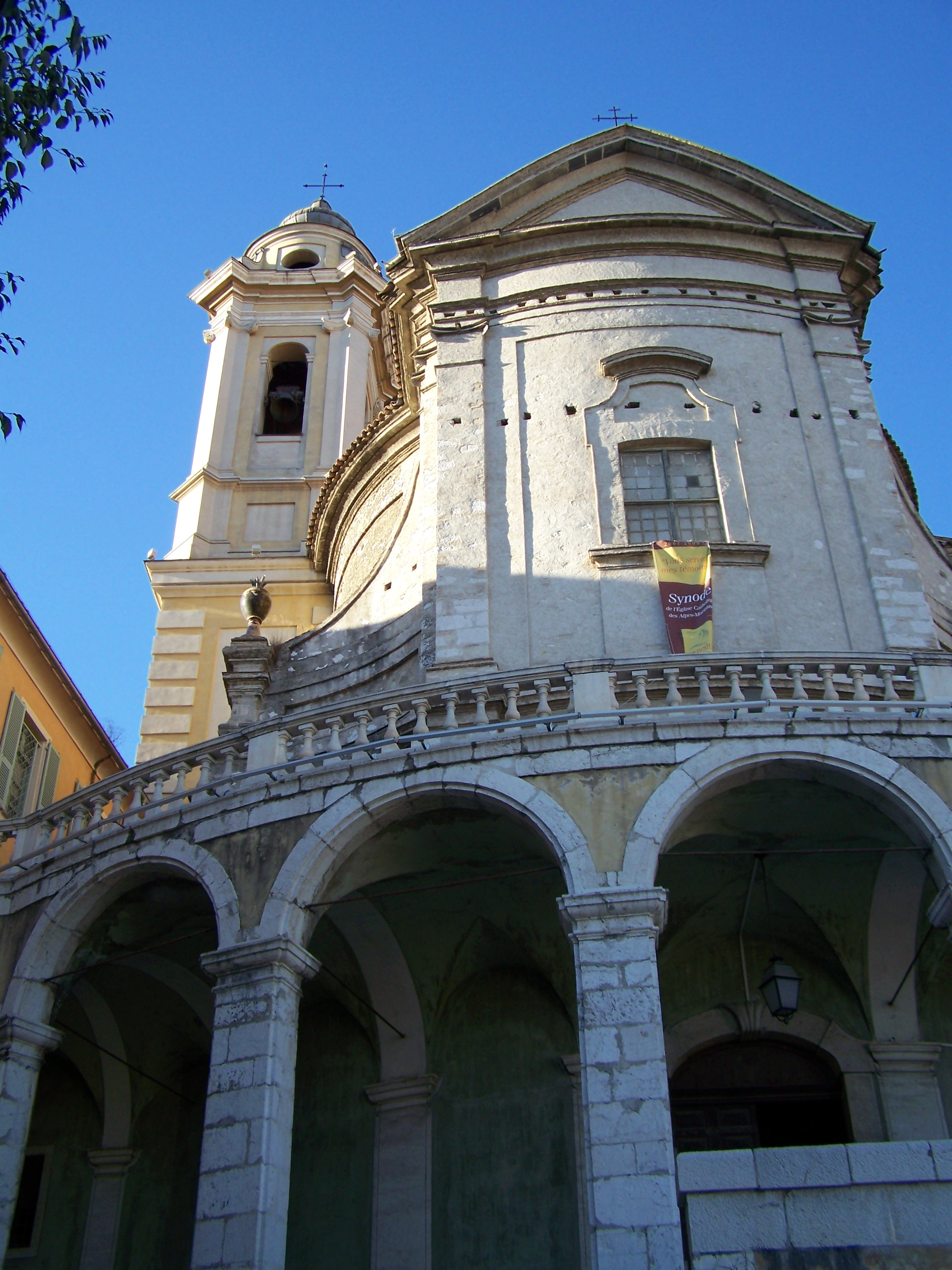
Façade méridionale.
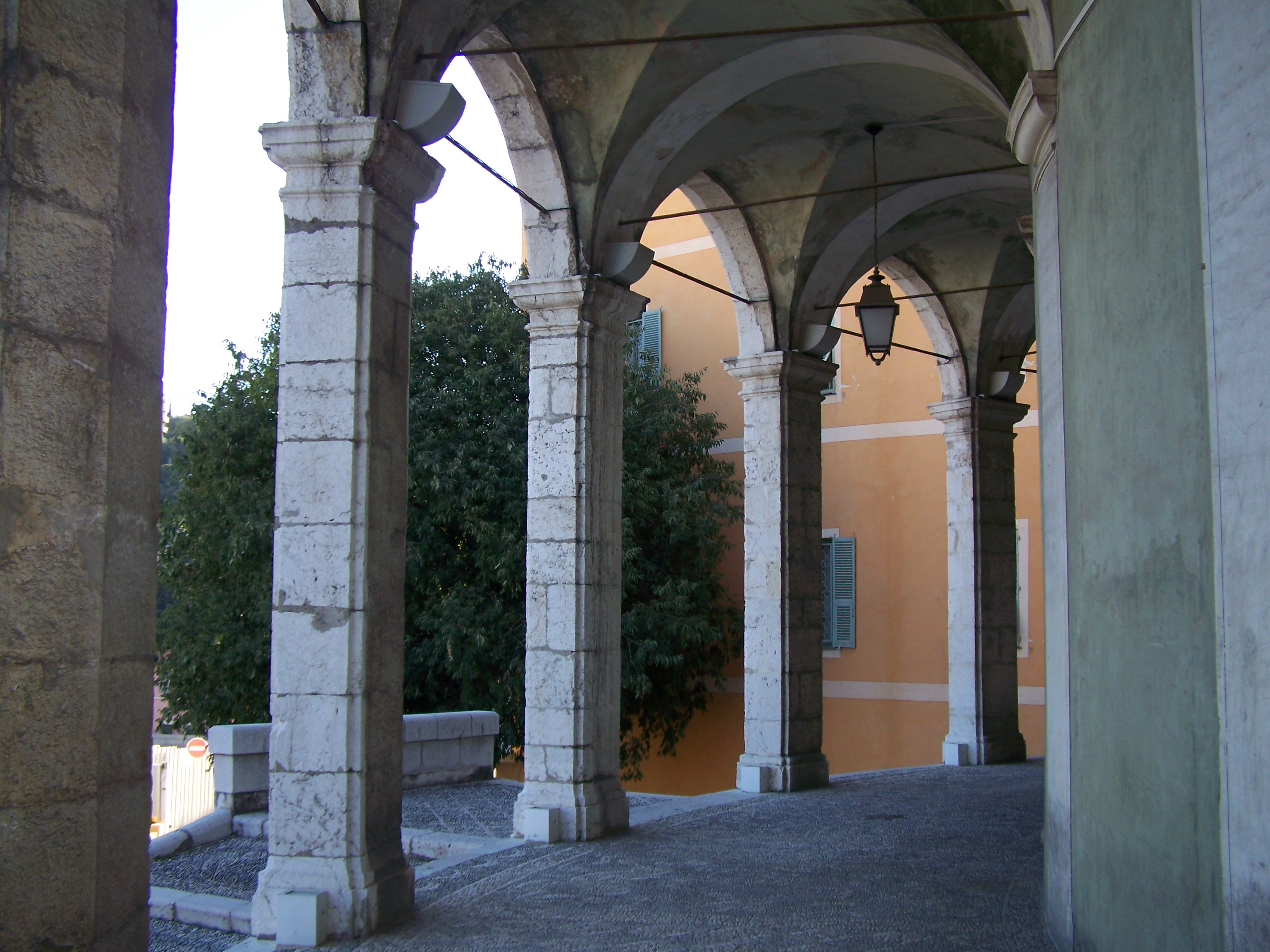
Le portique.
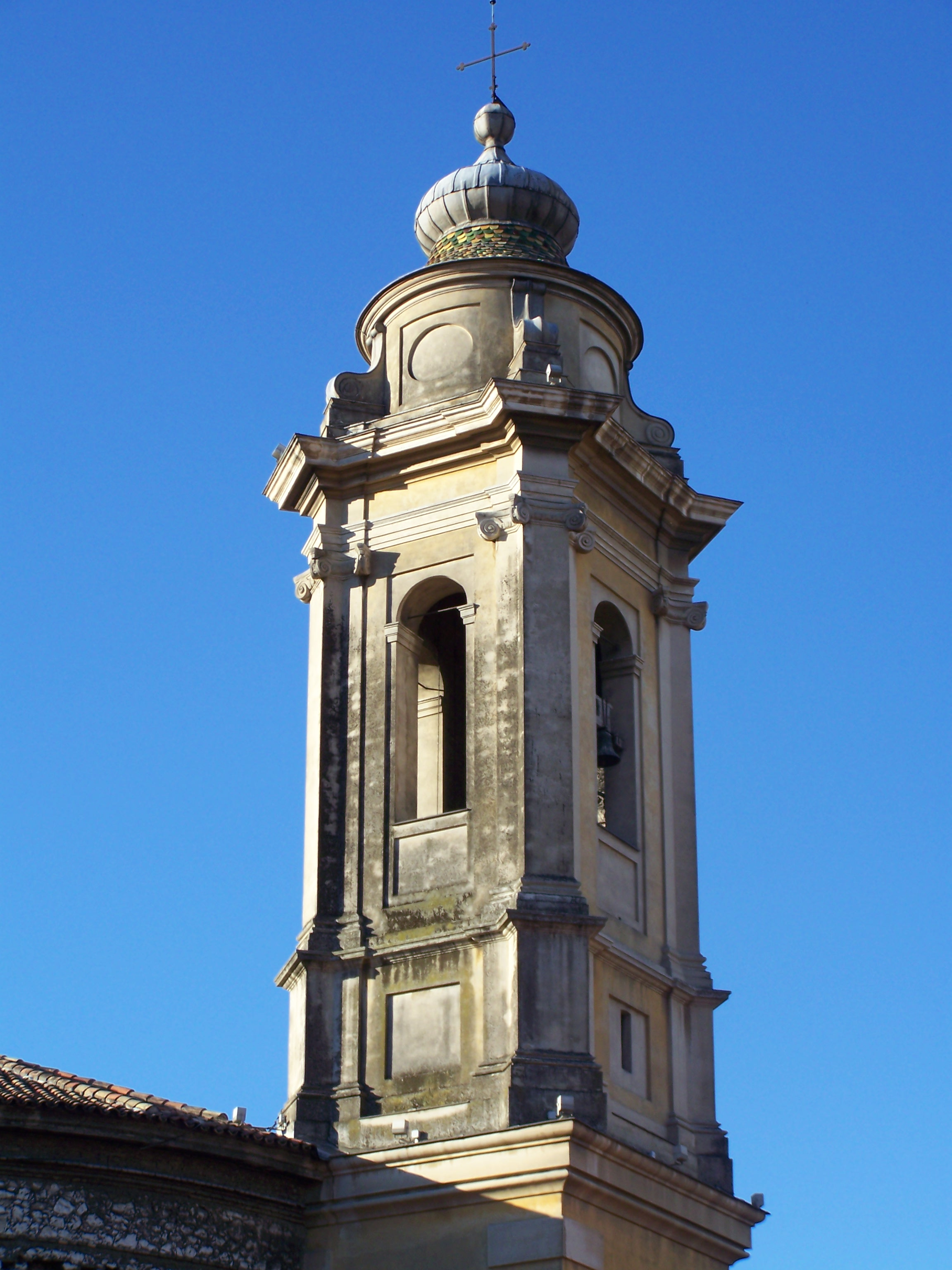
Le clocher.
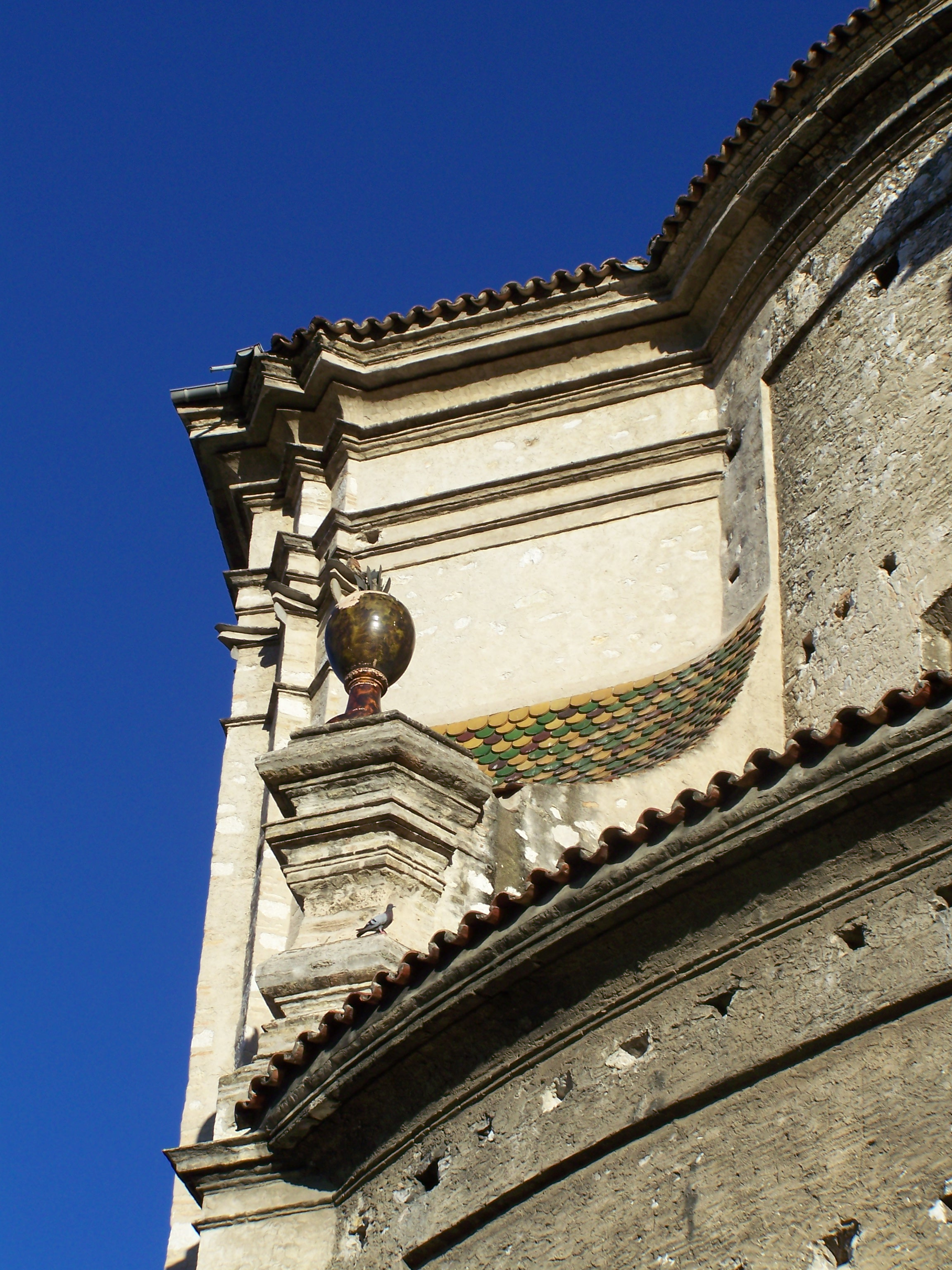
Détail du fronton.
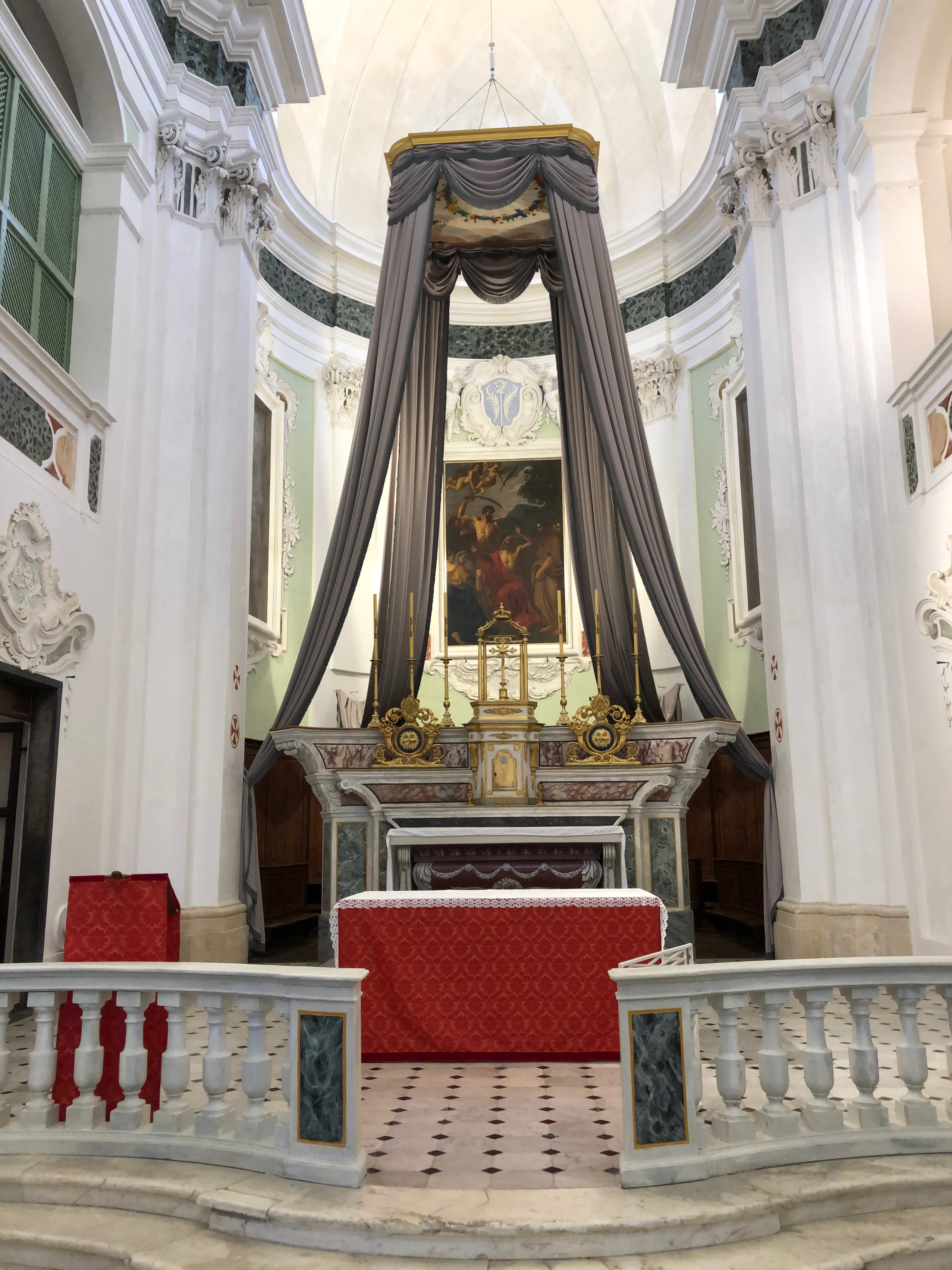
Intérieur de l'église.
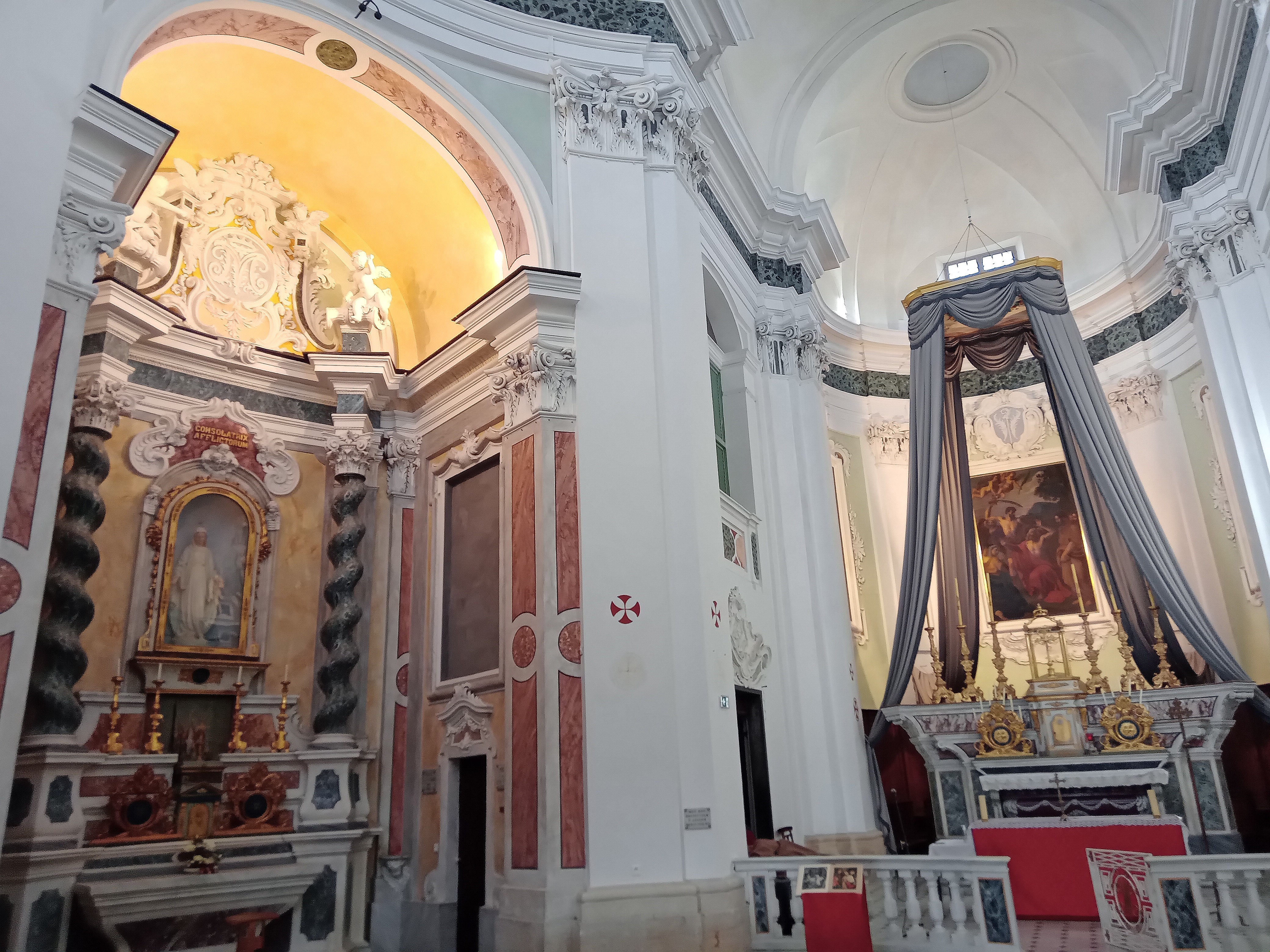
Intérieur de l'église.
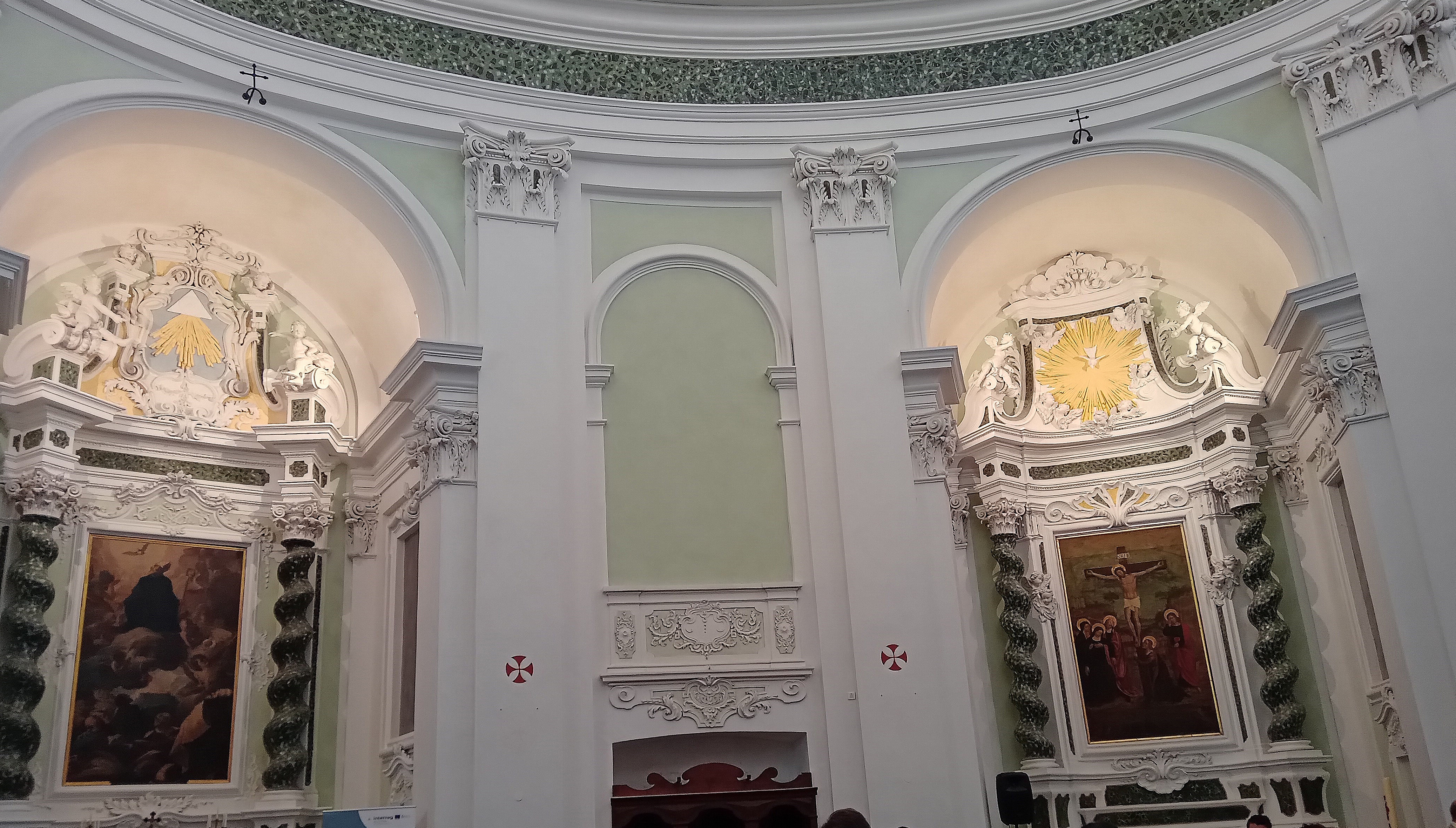
Intérieur de l'église.
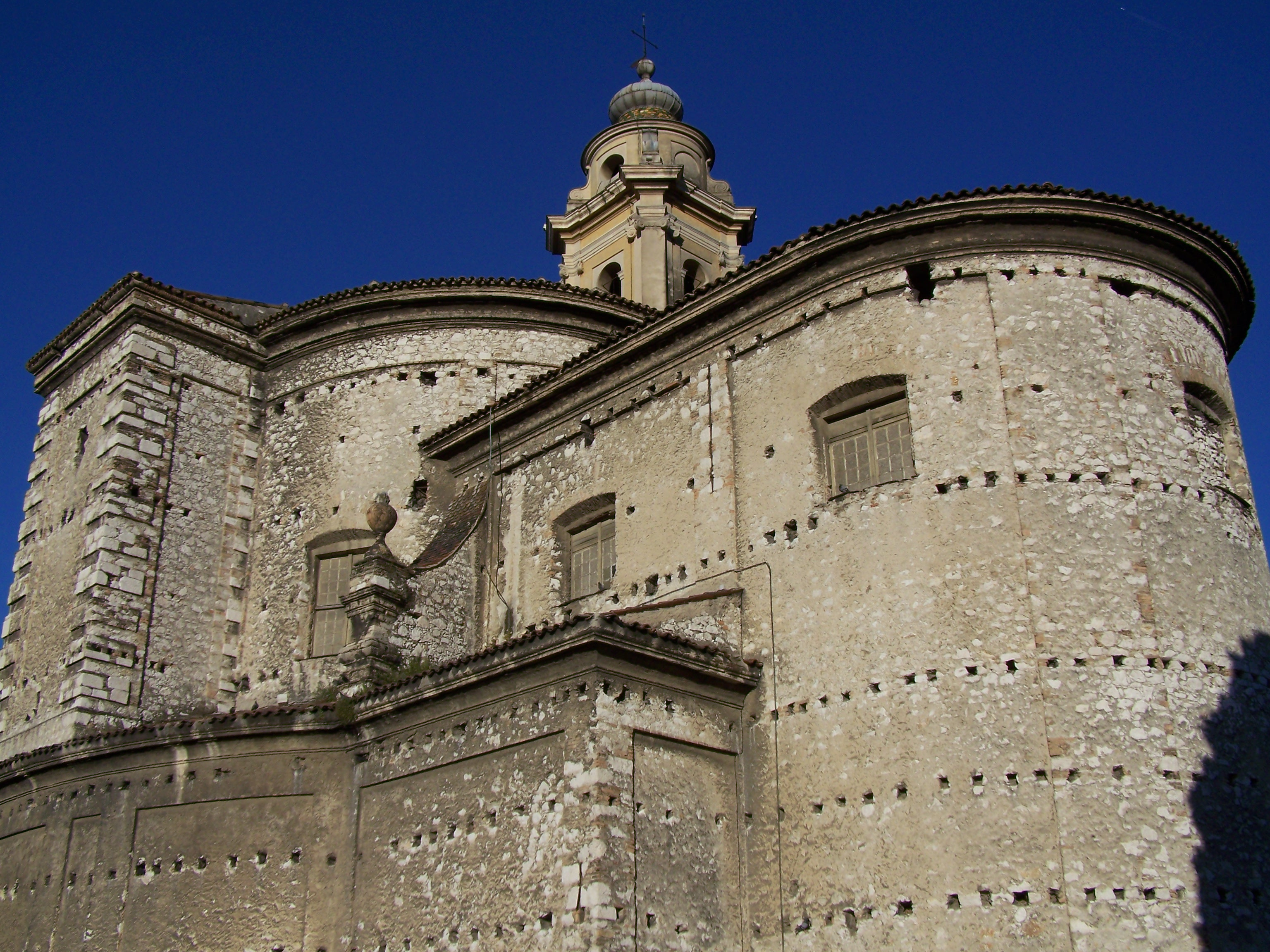
Façade orientale.
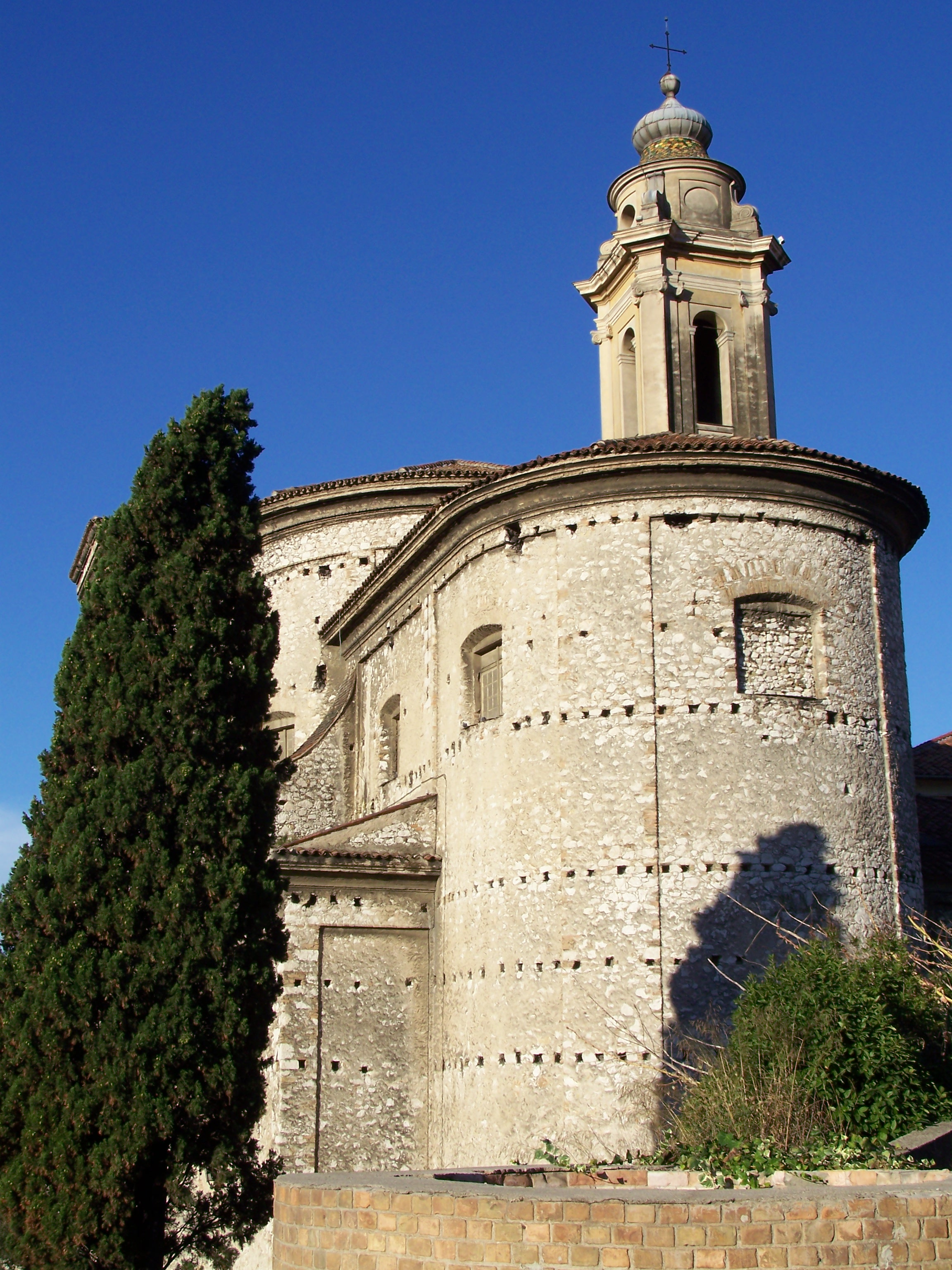
Façade septentrionale.
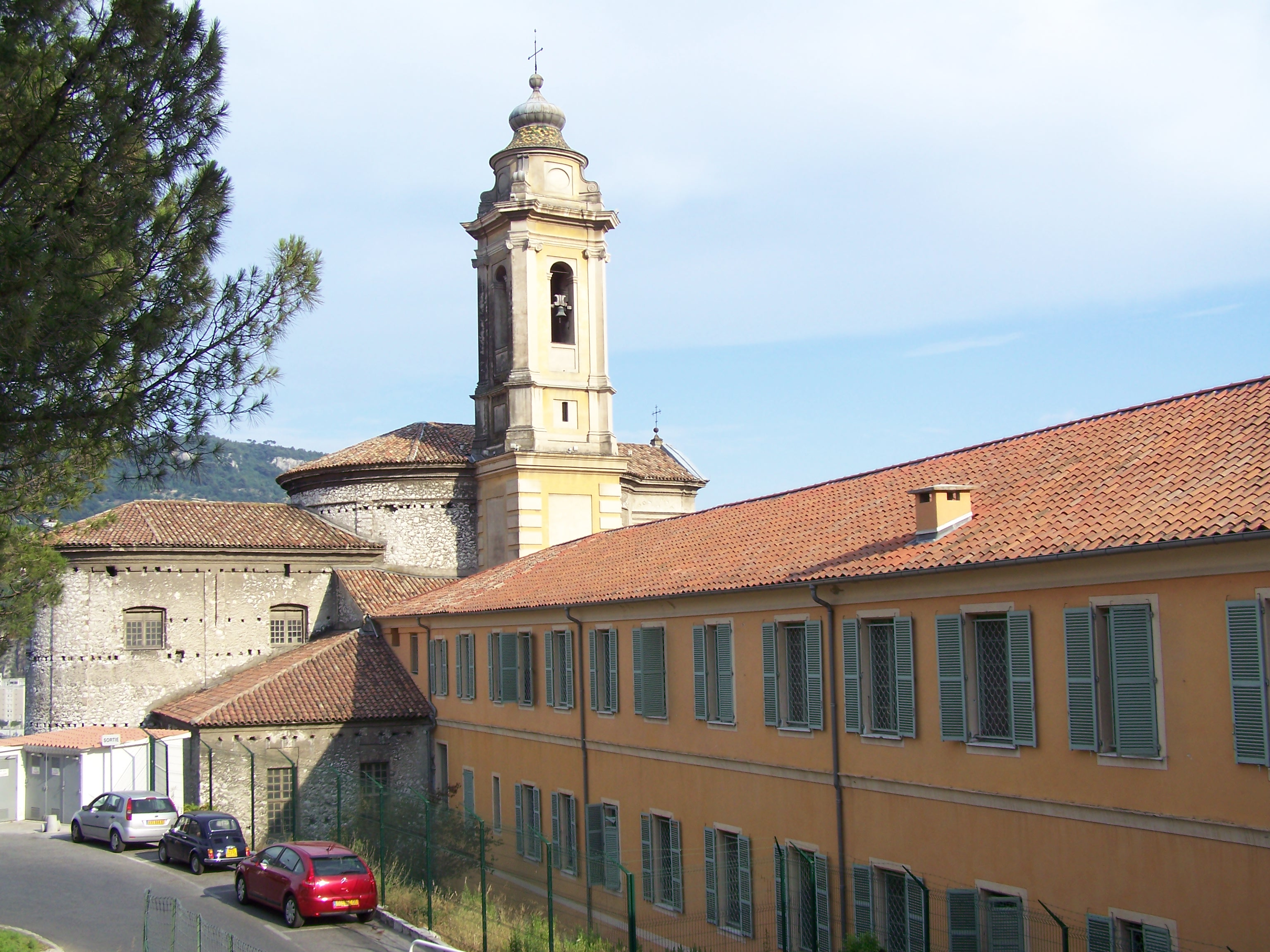
Façade nord de l'abbaye.
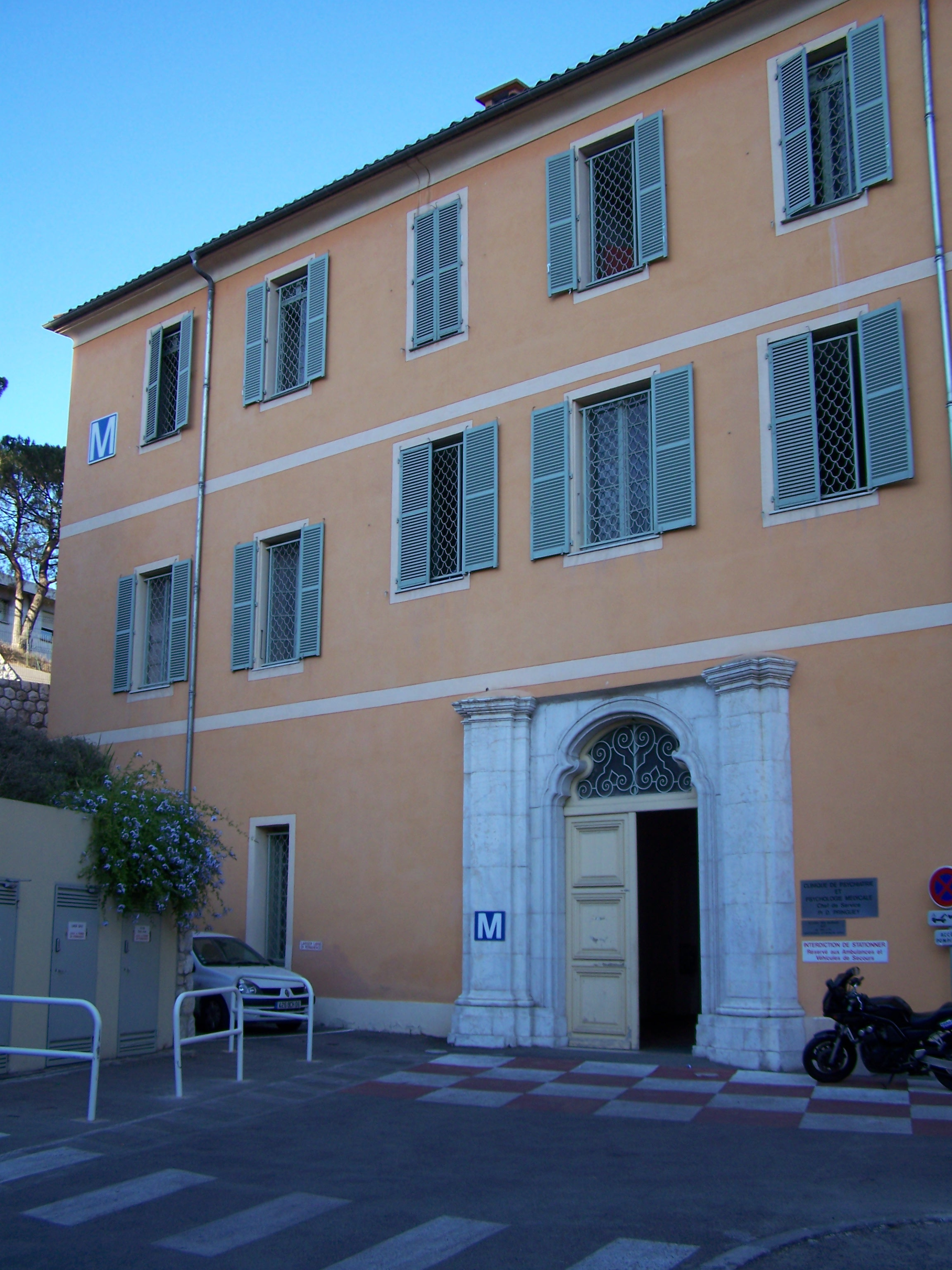
L'entrée du cloître.

## Filles
- Abbaye Notre-Dame de Cimiez au IXe siècle, échangée en 1546 aux franciscains, aujourd'hui monastère de Cimiez